# 18 and Life
"18 and Life" é uma canção da banda norte-americana de Heavy metal Skid Row, lançada em junho de 1989 como o segundo single de seu álbum de estreia homônimo. A canção se tornou o maior sucesso da banda, tendo alcançado a quarta posição na Billboard Hot 100 dos EUA, enquanto também alcançou a 12ª posição na UK Singles Chart. Além disso, o single ganhou certificado de ouro em 13 de setembro de 1989, quando vendeu 500.000 cópias. Foi eleita a 60ª melhor música de hard rock de todos os tempos pelo VH1.
O título da música faz alusão ao sujeito, Ricky, de 18 anos, condenado à prisão perpétua pelo assassinato de outro adolescente. A canção retrata a juventude de Ricky como sua ruína. Por muito tempo, acreditou-se que o guitarrista Dave Sabo tirou a ideia de um artigo de jornal sobre um jovem de 18 anos chamado Ricky que foi condenado à prisão perpétua por acidentalmente assassinar seu amigo com uma arma. No entanto, em entrevista ao Professor of Rock, Sabo afirma que a inspiração original foi a vida de seu irmão Rick depois de voltar do Vietnã. O processo de composição eventualmente levou a música a ser sobre um assassinato acidental. O videoclipe também faz alusão a isso.